# Gabriela Matuszek

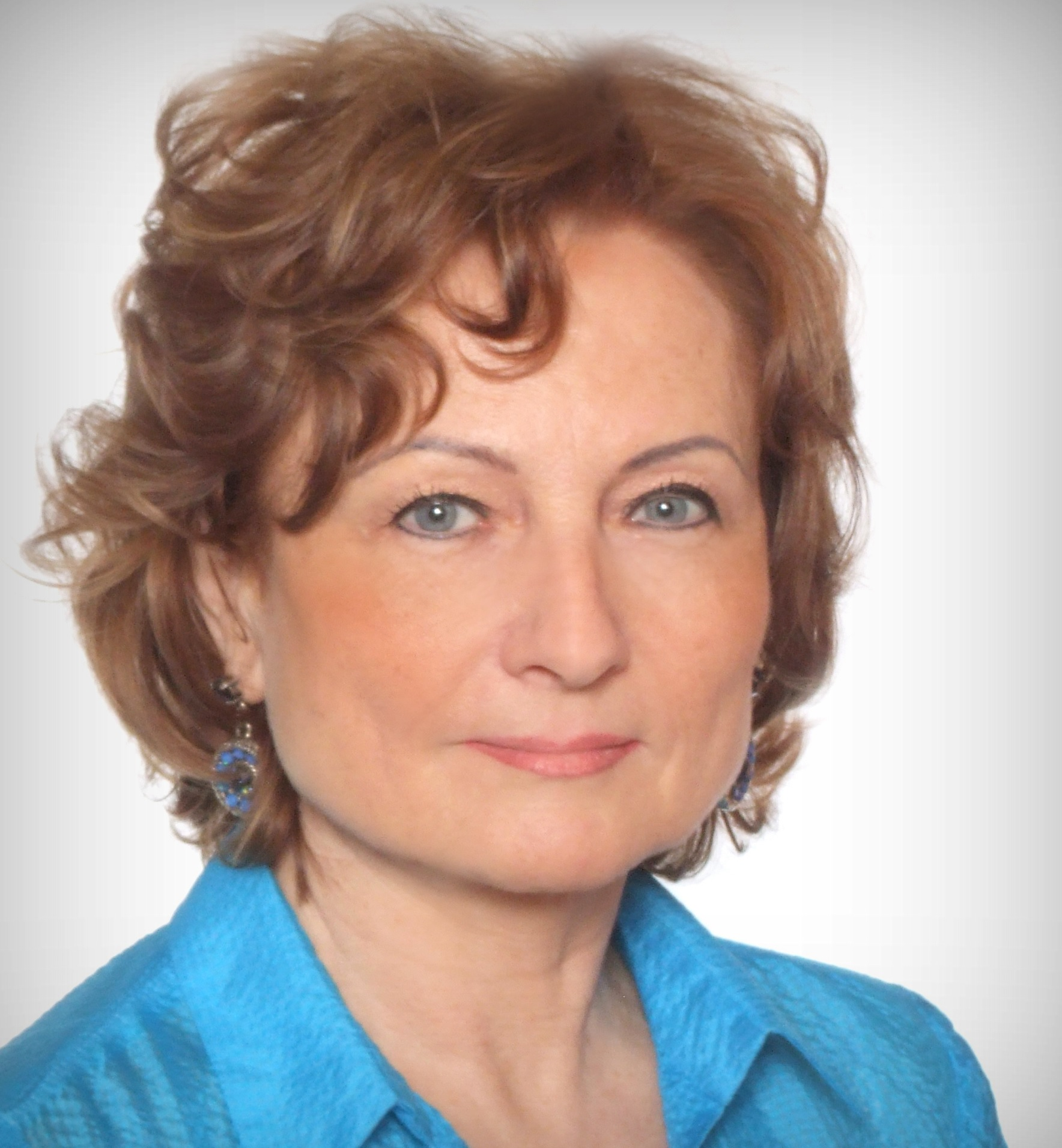
Gabriela Matuszek

Gabriela Matuszek-Stec (* 31. Dezember 1953 in Jaworzno) ist eine polnische Literaturhistorikerin, Essayistin, Kritikerin und Übersetzerin deutscher Literatur.

## Leben
Gabriela Matuszek-Stec ist Professorin für Polonistik an der Jagiellonen-Universität in Krakau und befasst sich mit der Literatur des 19. und 20. Jahrhunderts – vornehmlich mit Stanisław Przybyszewski, dem naturalistischen Drama und moderner Prosa, deutsch-polnischen Literaturverbänden und der literarischen Übersetzung. Von 1983 bis 1987 hielt sie Vorlesungen über polnische Literatur an der Humboldt-Universität Berlin, war dort Gastprofessorin (2004 und 2006), ebenso in Jena, Köln, Leipzig, Wien, Grenoble und Prag.
Sie war Stipendiatin verschiedener wissenschaftlicher und literarischer Stiftungen, u. a. der Deutschen Schillergesellschaft in Marbach am Neckar (1995, 1996), der Literaturakademie in Ranis (2002), des International Writers and Translators Center of Rhodes (2002), des Baltic Centre for Writers and Translators, Gotland (2003). Seit 1992 ist sie Mitglied der Societas Jablonoviana zu Leipzig.
Sie ist Gründerin und Direktorin der ersten „polnischen Literaturinstitutes“ (des Studium Literacko-Artystyczne an der Jagiellonen-Universität in Krakau). Von 2005 bis 2008 war sie Vizepräsidentin, danach bis 2014 Präsidentin des Krakauer Niederlassung des Polnischen Schriftstellerverbandes, seit 2014 Mitglied des Verwaltungsrates. Seit 2007 ist Gabriela Matuszek-Stec Redakteurin der Seria Studium Literacko-Artystycznego UJ sowie der Krakauer Bibliothek des Polnischen Schriftstellerverbandes (seit 2009). Gabriela Matuszek war Teilnehmerin des deutsch-polnischen Lyrikfestivals wortlust in Lublin.

## Auszeichnungen
- Medaille der Nationalen Wissenschaftskommission (Medal Komisji Edukacji Narodowej), 2002
- Preis des polnischen Wissenschaftsministeriums für ihr Buch Stanisław Przybyszewski – ein moderner Schriftsteller. Essays und Prosa – Versuch einer Monographie, 2009
- Gloria-Artis-Medaille für kulturelle Verdienste, 2015[3]

## Schaffen

### Bücher
- „Der geniale Pole“? Niemcy o Stanisławie Przybyszewskim (1892–1992). Universitas, Kraków 1993, ISBN 83-7052-114-2; wyd. II rozszerzone, Kraków 1996, ISBN 83-7052-317-X.
  - dt. Übersetzung von Dietrich Scholze: „Der geniale Pole“? Stanisław Przybyszewski in Deutschland. Igel Verlag, Paderborn 1996, ISBN 3-89621-014-9.
- Naturalistyczne dramaty/Naturalistische Dramen. Universitas, Kraków 2001 (ISBN 83-7052-640-3), II wyd. Kraków 2008, ISBN 97883-242-0859-3.
- Stanisław Przybyszewski – pisarz nowoczesny. Eseje i proza – próba monografii. Universitas, Kraków 2008, ISBN 978-83-242-0930-9.
  - dt. Übersetzung von Dietmar Gass: Krisen und Neurosen – Das Werk Stanisław Przybyszewskis in der literarischen Moderne. Igel Verlag, Hamburg 2013, ISBN 978-3-86815-567-9.
- Maski i demony wczesnego modernizmu, Wydawnictwo Uniwersytetu Jagiellońskiego, Kraków 2014, ISBN 978-83-233-3769-0.

### Redaktionelle Arbeiten – eine Auswahl
- Stanisław Przybyszewski: Dzieci szatana, Oficyna Literacka, Kraków 1993 (oprac.), ISBN 83-85158-79-0.
- Über Stanisław Przybyszewski. Rezensionen – Erinnerungen – Porträts – Studien. Rezeptionsdokumente aus 100 Jahren, Igel Verlag, Paderborn 1995 ISBN 3-89621-013-0.
- mit German Ritz: Recepcja literacka i proces literacki. Literarische Rezeption und literarischer Prozess. (O polsko-niemieckich związkach literackich w okresie modernizmu i dwudziestolecia międzywojennego), Kraków 1999, ISBN 83-7052-846-5.
- Lektury polonistyczne. Od realizmu do preekspresjonizmu, Universitas, Kraków 2001, ISBN 83-7052-606-3.
- Stanisław Przybyszewski: Poematy prozą, Wydawnictwo Literackie, Kraków 2003, ISBN 83-08-03548-5.
- Literatura wobec nowej rzeczywistości, Księgarnia Akademicka, Kraków 2005, ISBN 83-7188-815-5.
- Po(st)mosty. Polacy i Niemcy w nowej Europie. Tom ofiarowany pamięci Henryka Bereski, Księgarnia Akademicka, Kraków 2006, ISBN 83-7188-915-1.
- Krynickie Jesienie Literackie. Poezje, eseje, głosy, Kraków 2007, ISBN 978-83-918287-4-8.
- mit Brigitta Helbig-Mischewski (Hrsg.): Fährmann grenzenlos. Deutsche und Polen im heutigen Europa. Zu Gedenken an Henryk Bereska. Georg Olms Verlag,  Zürich, New York 2008, ISBN 978-3-487-13639-4.
- Przybyszewski. Rewizje i filiacje, Księgarnia Akademicka, Kraków 2015, ISBN 978-83-7638-508-2.
- mit Hanna Sieja-Skrzypulec: Twórcze pisanie w teorii i praktyce, Księgarnia Akademicka, Kraków 2015, ISBN 978-83-7638-590-7.

### Übersetzungen deutscher Literatur – Auswahl
- Stanisław Przybyszewski: "Synagoga szatana" i inne eseje, Kraków 1995, ISBN 83-7124-070-8.
- mit Marek Śnieciński: Dieter Kalka:[4], Wszystko to tylko teatr i inne opowiadania, Poznań 1999, ISBN 83-87235-26-1.
- Felix Mitterer: Dzika kobieta. In: Felix Mitterer: Teatr zaangażowany. Antologia współczesnej dramaturgii austriackiej, t. 3, Warszawa 2002, ISBN 83-7188-815-5.